# 京都市立川岡小学校
京都市立川岡小学校（きょうとしりつ かわおかしょうがっこう）は、京都府京都市西京区川島滑樋町にある公立小学校。

## 沿革
- 1872年10月26日（明治5年9月24日） - 川島村小学校が開校。
- 1892年（明治25年）11月 - 川岡村立高等小学校を併設。
- 1901年（明治34年）6月 - 高等小学校を廃止。
- 1907年（明治40年）4月 - 川岡尋常小学校と改称。
- 1909年（明治42年）2月 - 高等科を併設し、川岡尋常高等小学校と改称。
- 1931年（昭和6年）4月1日 - 葛野郡川岡村が京都市へ編入されたのに伴い、京都市立川岡尋常高等小学校と改称。
- 1945年（昭和20年）5月 - 南桑田郡篠村（現・亀岡市）へ集団疎開。
- 1941年（昭和16年）4月 - 国民学校令により、川岡国民学校と改称。
- 1947年（昭和22年）4月 - 学制改革により、京都市立川岡小学校と改称。
- 1951年（昭和26年）5月 - 木造校舎が竣工。
- 1959年（昭和34年）11月 - 校歌制定。
- 1965年（昭和40年）6月 - プール竣工。
- 1970年（昭和45年）4月 - 京都市立樫原小学校を分離。
- 1972年（昭和47年）4月 - 木造校舎を解体。9月に鉄筋校舎が竣工。
- 1976年（昭和51年）10月 - 創立100周年記念式典を挙行。
- 1981年（昭和56年）4月 - 東分校を設置。
- 1982年（昭和57年）4月 - 東分校を京都市立川岡東小学校として分離。
- 2004年（平成16年）4月 - 2学期制を導入。

## 通学区域
- 京都市西京区
  - 川島有栖川町、川島粟田町、川島北裏町、川島五反長町（阪急京都線以東）、川島尻堀町、川島玉頭町、川島寺田町、川島滑樋町、川島東代町、川島松ノ木本町、川島莚田町（阪急京都線以東）、川島六ノ坪町（阪急京都線以東）、下津林楠町、下津林芝ノ宮町（29，30，41，42，44，46，48，50，52～67番地）、下津林佃、下津林津森、下津林番条、下津林番条町（一部錯雑）、下津林前泓町、下津林水掛町、下津林八島、下津林六反田

卒業生は基本的に京都市立桂川中学校に進学する。

## 周辺
- 本願寺西山別院
- 京都府道142号沓掛西大路五条線

隣接校の京都市立桂東小学校までは、300mしか離れていない。

## アクセス
- 阪急京都線 桂駅から南へ300m

## 出身者
- 嶋雅二 - 元J-オイルミルズ社長、元日本植物油協会会長
- 太平かつみ
- 小杉竜一

## 通学区域が隣接している学校
- 京都市立樫原小学校
- 京都市立桂小学校
- 京都市立桂東小学校
- 京都市立川岡東小学校
- 京都市立久世西小学校
- 向日市立第4向陽小学校